# Campeonato Mundial de Halterofilia de 1946
El XXV Campeonato Mundial de Halterofilia se celebró en París (Francia) entre el 18 y el 19 de octubre de 1946 bajo la organización de la Federación Internacional de Halterofilia (IWF) y la Federación Francesa de Halterofilia.
En el evento participaron 79 halterófilos de 13 federaciones nacionales afiliadas a la IWF.

## Medallistas
| Evento   | Oro                                   | Plata                            | Bronce                              |
| -------- | ------------------------------------- | -------------------------------- | ----------------------------------- |
| 60 kg    | Arvid Andersson · Suecia · 320,0      | Mahmud Fayad Egipto 317,5        | Moisei Kasianik URSS 310,0          |
| 67,5 kg  | Stanley Stanczyk Estados Unidos 367,5 | Vladimir Svetilko URSS 347,5     | Gueorgui Popov URSS 335,0           |
| 75 kg    | Jadr El-Tuni Egipto 377,5             | John Terpak Estados Unidos 375,0 | Frank Spellman Estados Unidos 372,5 |
| 82,5 kg  | Grigori Novak URSS 425,0              | Frank Kay Estados Unidos 390,0   | Henri Ferrari Francia 390,0         |
| +82,5 kg | John Davis Estados Unidos 435,0       | Yakov Kutsenko URSS 415,0        | Mohamed Geisa Egipto 395,0          |

1. 1 2 3  Fuerza (kg) + arrancada (kg) + dos tiempos (kg) = TOTAL (kg)

## Medallero
| Núm. | País           | Oro | Plata | Bronce | Total |
| ---- | -------------- | --- | ----- | ------ | ----- |
| 1    | Estados Unidos | 2   | 2     | 1      | 5     |
| 2    | URSS           | 1   | 2     | 2      | 5     |
| 3    | Egipto         | 1   | 1     | 1      | 3     |
| 4    | Suecia         | 1   | 0     | 0      | 1     |
| 5    | Francia        | 0   | 0     | 1      | 1     |
|      | TOTAL          | 5   | 5     | 5      | 15    |